# Partito Comunista del Nepal (democratico)
Il Partito Comunista del Nepal (democratico) era un partito comunista nepalese, attivo negli anni Ottanta.
Nel 1979, una fazione guidata da Bishnu Bahadur Manandhar abbandonò il PCN di Rayamajhi, di fronte all'ostilità di Rayamajhi verso il movimento popolare esploso in quell'anno. Immediatamente dopo, essi "rifondarono" il Partito Comunista del Nepal in chiave filo-sovietica.
Mentre si prospettavano le elezioni del 1991, il Partito cambiò nome in Partito Comunista del Nepal (democratico); il Partito ottenne il 2,43% dei voti ed elesse due deputati. Tuttavia, il mero successo elettorale e la caduta dell'Unione Sovietica portarono il PCN (democratico) sull'orlo della crisi.
Per evitare di scomparire dalla scena politica, il PCN(d) si accordò con altri partiti e, due mesi dopo le elezioni, andò a formare il Partito Comunista del Nepal (unito).